# Svetlana Leseva
Svetlana Mitkova Isaeva-Leseva, née le 18 mars 1967 à Montana, est une athlète bulgare spécialiste du saut en hauteur. Elle termine 2e des championnats d'Europe 1986, derrière sa compatriote Stefka Kostadinova. Elle participe sans se qualifier à la finale aux Jeux olympiques de Barcelone, en 1992.

## Biographie

### Palmarès
| Date | Compétition                    | Lieu                  | Résultat | Performance |
| ---- | ------------------------------ | --------------------- | -------- | ----------- |
| 1983 | Championnats d'Europe juniors  | Schwechat             | 4e       | 1,85 m      |
| 1985 | Championnats d'Europe juniors  | Cottbus               | 3e       | 1,88 m      |
| 1986 | Championnats d'Europe en salle | Madrid                | 7e       | 1,85 m      |
| 1986 | Goodwill Games                 | Moscou                | 3e ae.   | 1,85 m      |
| 1986 | Championnats d'Europe          | Stuttgart             | 2e       | 1,93 m      |
| 1987 | Championnats d'Europe en salle | Liévin                | 12e      | 1,85 m      |
| 1987 | Universiade d'été              | Zagreb                | 1re      | 1,95 m      |
| 1987 | Championnats du monde          | Rome                  | 7e       | 1,93 m      |
| 1987 | Finale du Grand Prix IAAF      | Bruxelles             | 2e       | 1,97 m      |
| 1990 | Championnats d'Europe          | Split                 | 9e       | 1,89 m      |
| 1991 | Championnats du monde en salle | Séville               | 8e       | 1,88 m      |
| 1991 | Coupe d'Europe des nations     | Francfort-sur-le-Main | 1re      | 1,96 m      |
| 1992 | Championnats d'Europe en salle | Gênes                 | 13e      | 1,85 m      |
| 1994 | Goodwill Games                 | Saint-Pétersbourg     | 6e       | 1,88 m      |
| 1994 | Championnats d'Europe          | Helsinki              | 7e       | 1,90 m      |
| 1995 | Championnats du monde en salle | Barcelone             | 12e      | 1,85 m      |
| 1995 | Championnats du monde          | Göteborg              | 7e       | 1,93 m      |

### Records
| Épreuve         | Épreuve   | Performance | Lieu      | Date         |
| --------------- | --------- | ----------- | --------- | ------------ |
| Saut en hauteur | Salle     | 2,00 m      | Dráma     | 8 août 1987  |
| Saut en hauteur | Extérieur | 1,90 m      | Barcelone | 10 mars 1995 |